# Квадрування квадрата

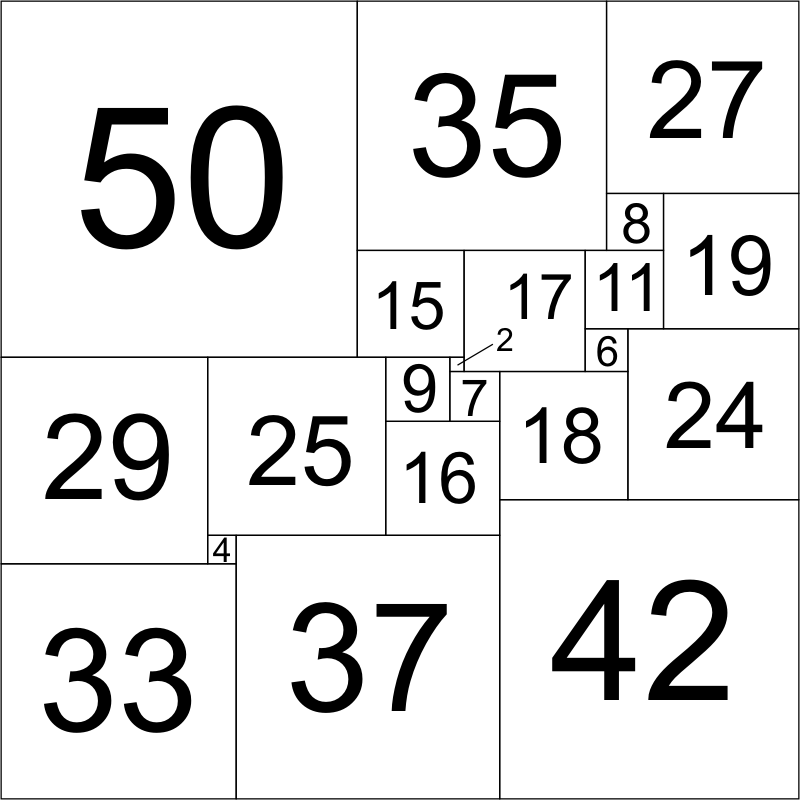
Розбиття квадрата на 21 квадрат, серед яких немає рівних. Цифра всередині кожного квадрата означає довжину його сторони. Відповідно, довжина сторони великого квадрата дорівнює (складаючи довжини сторін крайніх квадратів) 50 + 35 + 27 = 50 + 29 + 33 = 33 + 37 + 42 = 27 + 19 + 24 + 42 = 112

Квадрування квадрата — задача про розбиття квадрата на кінцеве число менших квадратів. У більш вузькому сенсі — задача про розбиття квадрата на кінцеве число попарно нерівних між собою квадратів.
У 1936–1938 роках задачу розв'язали чотири студенти Кембриджського університету.

## Термінологія
- Квадрат, розбитий на попарно нерівні квадрати, називається досконалим.
- Порядком квадрата, розбитого на складові квадрати, називається число складових його квадратів.
- Розбиття квадрата, ніяка підмножина квадратів якого не утворює прямокутник (не рахуючи окремих квадратів), називається простим.

## Діаграма Сміта

Діаграма Сміта для прямокутника. Верхня клема «+» відповідає верхній стороні прямокутника, нижня клема «-» — нижній стороні. Решта клеми відповідають проміжним горизонтальним відрізкам. Якщо довжині сторони квадрата зіставити силу струму, то діаграма стає електричною схемою, для якої виконуються правила Кірхгофа. Наприклад, довжина верхньої сторони прямокутника складається зі сторін 6 + 4 + 5 = 15, що відповідає розгалуженню струму в 15 одиниць на три пропорційні частини.

Ключову роль у вирішенні задачі квадрування зіграло пропозицію для аналізу діаграми, названої діаграмою Сміта, яка будь-якому розбиттю квадрата (або прямокутника) ставить у відповідність еквівалентний електричний ланцюгЕлектричне коло. Кожному горизонтальному відрізку на схемі розбиття квадрата відповідає «клема» цього ланцюга, а кожному квадрату розбиття — провідник, що з'єднує дві «клеми». Сила струму, поточного по провіднику, дорівнює довжині сторони відповідного квадрата. Якщо вважати опір кожного провідника рівним одиниці, така електричний ланцюг поводиться як «справжня» і підпорядковується правилам Кірхгофа для струмів в ланцюзі. Це дозволило застосовувати для вирішення задачі квадрування добре розроблену теорію електричних ланцюгів.

## Історія
- Найперші знайдені Бруксом, Смітом, Стоуном і Таттом вчинені квадрати були 69-го порядку.
- У 1939 році Р. Шпраг (R. Sprague) знайшов досконалий квадрат 55-го порядку, це було перше опубліковане рішення для досконалого квадрата. Пізніше Т. Г. Уіллкокс (TH Willcocks) знайшов досконалий квадрат 24-го порядку, який довгий час тримав рекорд малості порядку.
- У 1978 році голландський математик А. Й. В. Дуйвестейн (AJW Duijvestijn) за допомогою комп'ютера знайшов розбиття квадрата на 21 квадрат, серед яких немає рівних (див. Рис.). Він так само довів, що:
  - не існує досконалого квадрата меншого порядку;
  - знайдене ним розбиття — єдино можливе для розбиття 21-го порядку.

## Кубування куба
«Кубування куба», тобто розбиття куба на кінцеве число попарно нерівних між собою кубів неможливо. Доказ цього факту було дано Бруксом, Смітом, Стоуном і Таттом.
Доказ. Припустимо, що шукане розбиття куба існує. Розглянемо одну з граней куба, очевидно, не зменшуючи спільність, можна вибрати нижню грань. На нижній грані стоять різновеликі куби, своїми нижніми ребрами розбивають грань на різновеликі квадрати.
Знайдемо найменший квадрат розбиття нижньої межі. Зрозуміло, що цей квадрат не може примикати до ребра куба, будучи обмежений сторонами великих квадратів, отже, він повинен розташовуватися десь всередині грані.
Тепер розглянемо верхню межу цього малого кубика. Оскільки за припущенням це самий маленький кубик на нижній грані куба, він оточений більш високими кубами. Тому на його верхню грані не заступає жоден сусідній куб. Отже, що стоять на цій межі кубики меншого розміру знову розбивають верхню межу цього кубика на різновеликі квадрати, причому найменший квадрат розбиття верхній грані розглянутого кубика знову не може належати ребру кубика і знаходиться всередині грані.
Продовжуючи цей процес міркування, приходимо до протиріччя, що доводить теорему.
Також легко доводиться теорема про неможливість «гіперкубування гіперкуба» для гіперкубів будь-якої розмірності, більшої від 3-х. Дійсно, для будь-якої розмірності n гіперкуби розбиття, прилеглі до якої-небудь (n—1)-вимірної гіперграні вихідного гіперкуба, повинні розбивати цю гіпергрань на скінченне число попарно нерівних (n—1)-вимірних гіперкубів. При n=4 «гіперкубування» неможливе, оскільки має породжувати «кубування» 3-вимірних гіперграней вихідного 4-вимірного гіперкуба. Індукцією за n можна зробити висновок про неможливість «гіперкубування» для всіх n>3.